# Autour de Chérubine
Autour de Chérubine est un roman de Christian Coffinet publié en 1948 aux éditions Fournier-Valdès et ayant reçu le prix des Deux Magots l'année suivante.

## Éditions
- Autour de Chérubine, éditions Fournier-Valdès, 1948.